# 아크바시

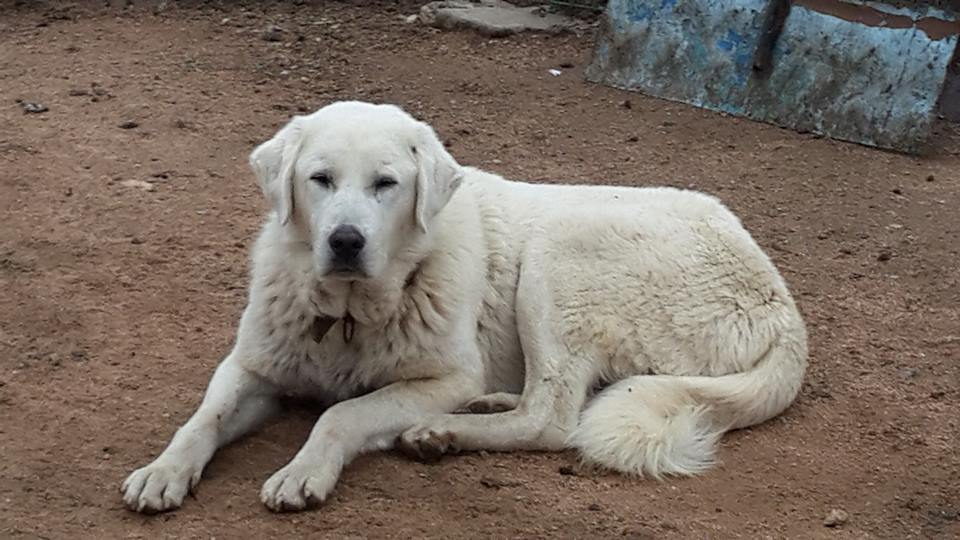

아크바시(Akbash, 튀르키예어: Akbaş)는 서부 아나톨리아 출신의 전통적인 튀르키예 품종 또는 가축 보호견의 일종이다. akbaş라는 단어는 '흰 머리'(white head)을 의미하므로 이 개를 캉갈(Karabaş), 즉 '검은 머리'(black head)와 구별한다. 2006년 터키 농업농촌부로부터 인정을 받았다. 이 개는 터키 개 품종 협회인 쾨펙 이르클라리(Köpek Irkları) 및 키놀로지 페데라쇼누(Kinoloji Federasyonu)의 보호를 받고 있지만 국제애견연맹에서는 인정하지 않는다.

## 역사
아카바시는 서부 아나톨리아의 험난한 지형에서 포식자로부터 무리를 보호하는 데 사용되는 전통적인 가축 수호견 품종이다.  주로 아피온카라히사르주, 앙카라주, 에스키셰히르주, 마니사주에 분포한다. 일부는 아르주, 콘야주, 시바스주, 툰젤리주에 존재한다.
2002년에 터키 표준 기관에서 표준을 발표했고, 2006년에 아카바시는 농림축산부로부터 인정을 받았다. 인정된 토종 품종 및 유형 목록에 추가되었으며, 품종 표준은 정부 공식 관보인 레스미 가제테(Resmi Gazete)에 게재되었다.